# 1484
Пізнє Середньовіччя •  Відродження •  Реконкіста •  Ганза •  Ацтецький потрійний союз •  Імперія інків

## Геополітична ситуація
Османську державу очолює Баязид II (до 1512). Імператором Священної Римської імперії є Фрідріх III. У Франції королює Карл VIII Люб'язний (до 1498).
Апеннінський півострів розділений: північ формально належить Священній Римській імперії, середню частину займає Папська область, південь належить Неаполітанському королівству. Могутними державними утвореннями півночі є Венеційська республіка, Флорентійська республіка, Генуезька республіка та герцогство Міланське.
Кастилія і Леон та Арагонське королівство об'єднані в Іспанське королівство, де правлять католицькі королі Фердинанд II Арагонський (до 1516) та Ізабелла I Кастильська (до 1504).
В Португалії королює Жуан II (до 1495). Під владою маврів залишилися тільки землі на самому півдні Піренейського півострова.
Річард III є королем Англії (до 1485), королем Данії та Норвегії — Юхан II (до 1513), Швецію очолює регент Стен Стуре Старший (до 1497). Королем Угорщини є Матвій Корвін (до 1490), а Богемії — Владислав II Ягелончик. У Польщі королює, а у Великому князівстві Литовському княжить Казимир IV Ягеллончик (до 1492).
Галичина входить до складу Польщі. Волинь належить Великому князівству Литовському. Московське князівство очолює Іван III Васильович (до 1505).
На заході євразійських степів від Золотої Орди відокремилися Казанське ханство, Кримське ханство, Ногайська орда. У Єгипті панують мамлюки. У Китаї править династія Мін. Значними державами Індостану є Делійський султанат, Бахмані, Віджаянагара. В Японії триває період Муроматі.
У Долині Мехіко править Ацтецький потрійний союз на чолі з Тісоком (до 1486). Цивілізація мая переживає посткласичний період. В Імперії інків править Тупак Юпанкі (до 1493).

## Події
- Розпочався понтифікат Іннокентія VIII.
- 5 листопада Папа римський Іннокентій VIII видав буллу «Summis Desiderantes», якою надавав інквізиторам широкі повноваження для переслідування відьом. Це дало початок практиці «відьомських процесів», що в Європі 16-17 століть стали масовим явищем.
- Французького короля Карла VIII короновано в Реймсі. Генеральні штати затвердили Анну де Боже його регентом.
- Турецькі війська захопили Аккерман і встановили контроль за чорноморським узбережжям.
- Церковний собор у Константинополі офіційно відкинув Флорентійську унію. Грецька церква проголосила себе Православною.
- Венеція здобула перемогу у війні з Феррарою.
- Діогу Кан відкрив річку Конго.